# Eisenerzer Höhe
Die Eisenerzer Höhe ist ein 1549 m ü. A. hoher Gebirgsübergang in der Steiermark, der Hinterwildalpen mit Eisenerz verbindet.
Die Eisenerzer Höhe ist nicht ausgebaut und nur zu Fuß überwindbar. Obwohl der alte Saumweg nachweislich aus dem Mittelalter stammt, wird er dennoch oftmals als Römerweg bezeichnet. Der interessanteste Abschnitt ist der in eine steile Felswand gehauene Weg beim Wagnerloch, bei dem Karrenfurchen sichtbar sind. Diese wurden ins Gestein geschlagen, damit Fuhrwerke wie auf Schienen geführt werden und nicht vom felsigen Weg abkommen können. Diese auch bei römischen Straßen auftretenden Spurrillen führten vermutlich auch zur Bezeichnung Römerweg. Über die Eisenerzer Höhe wurden Holzkohle nach Eisenerz und Salz und Lebensmittel nach Wildalpen transportiert.
Koordinaten: 47° 36′ N, 14° 55′ O